# Хорохордин, Олег Леонидович
Олег Леонидович Хорохордин (род. 3 апреля 1972, с. Глушинка, Косихинский район, Алтайский край, РСФСР, СССР) — российский государственный и политический деятель. 
Глава Республики Алтай (2019—2024). Кандидат социологических наук (2003). Действительный государственный советник Российской Федерации 2-го класса (2014).

## Биография
Родился 3 апреля 1972 года в селе Глушинка Косихинского района Алтайского края.

### Образование
В 1999 году Олег Хорохордин окончил экономический факультет Алтайской академии экономики и права, там же в 2000-м — кафедру государственного и муниципального управления. В 2003 год окончил очную аспирантуру кафедры государственной службы и кадровой политики Российской академии государственной службы при Президенте Российской Федерации.
В 2003 году защитил диссертацию на соискание учёной степени кандидата социологических наук на тему «Государство и малое предпринимательство: взаимодействие при формировании кадрового потенциала (социологический анализ)» (специальность 22.00.08. «Социология управления»).
В 2019 году прошёл обучение во втором потоке подготовки президентского кадрового резерва на базе Высшей школы государственного управления РАНХиГС.

### Трудовая деятельность
После окончания школы и до призыва в армию успел поработать в средней школе № 106 города Барнаула, в Ленинском районном суде Барнаула, на Алтайском моторном заводе
В период с 1990 по 1992 год проходил срочную службу на территории Украинской ССР.
После демобилизации в 1992 году работал плотником-бетонщиком 2-го разряда на СУ Барнаульских ТЭЦ. В 1994 году был переведён в ПФХК «Алтайэнергострой». В 1997 году назначен на должность начальника участка № 2 «Торговый дом „Алтайэнергострой“». В 1997—2002 годы работал директором ООО «Торговый дом „Алтайэнергострой“». В 2002—2003 годах входил в число совладельцев компаний ООО «ТД „Алтайэнергострой“», ООО «Рантье» и ООО «Энергоподряд».
В 2002—2003 годы — специалист сводно-аналитического отдела территориального управления Министерства имущественных отношений России по Московской области.
2004—2006 — главный специалист отдела координации работы в ЦФО Управления Федеральной государственной службы занятости населения по Московской области. Также в период с 2002 по 2006 работал советником по информационно-аналитическому обеспечению Аппарата полномочного представителя Президента Российской Федерации в Центральном федеральном округе.
С февраля 2006 года — советник, главный советник, заместитель начальника департамента, референт Управления Президента РФ по внутренней политике Администрации Президента России. С декабря 2011 года — помощник, заместитель руководителя Секретариата заместителя председателя правительства РФ Владислава Суркова, позже Аркадия Дворковича, а затем Максима Акимова.
В администрации Президента и в аппарате правительства курировал создание и развитие инновационного центра «Сколково» (до января 2021 года состоял в совете директоров Фонда «Сколково»), занимался вопросами координации деятельности институтов инновационного развития и координировал реализацию Национальной технологической инициативы и национальной программы «Цифровая экономика Российской Федерации». Также с 2012 года работал в совете федерального сетевого оператора в сфере навигационной деятельности НП «ГЛОНАСС», являлся председателем совета.

### Глава Республики Алтай

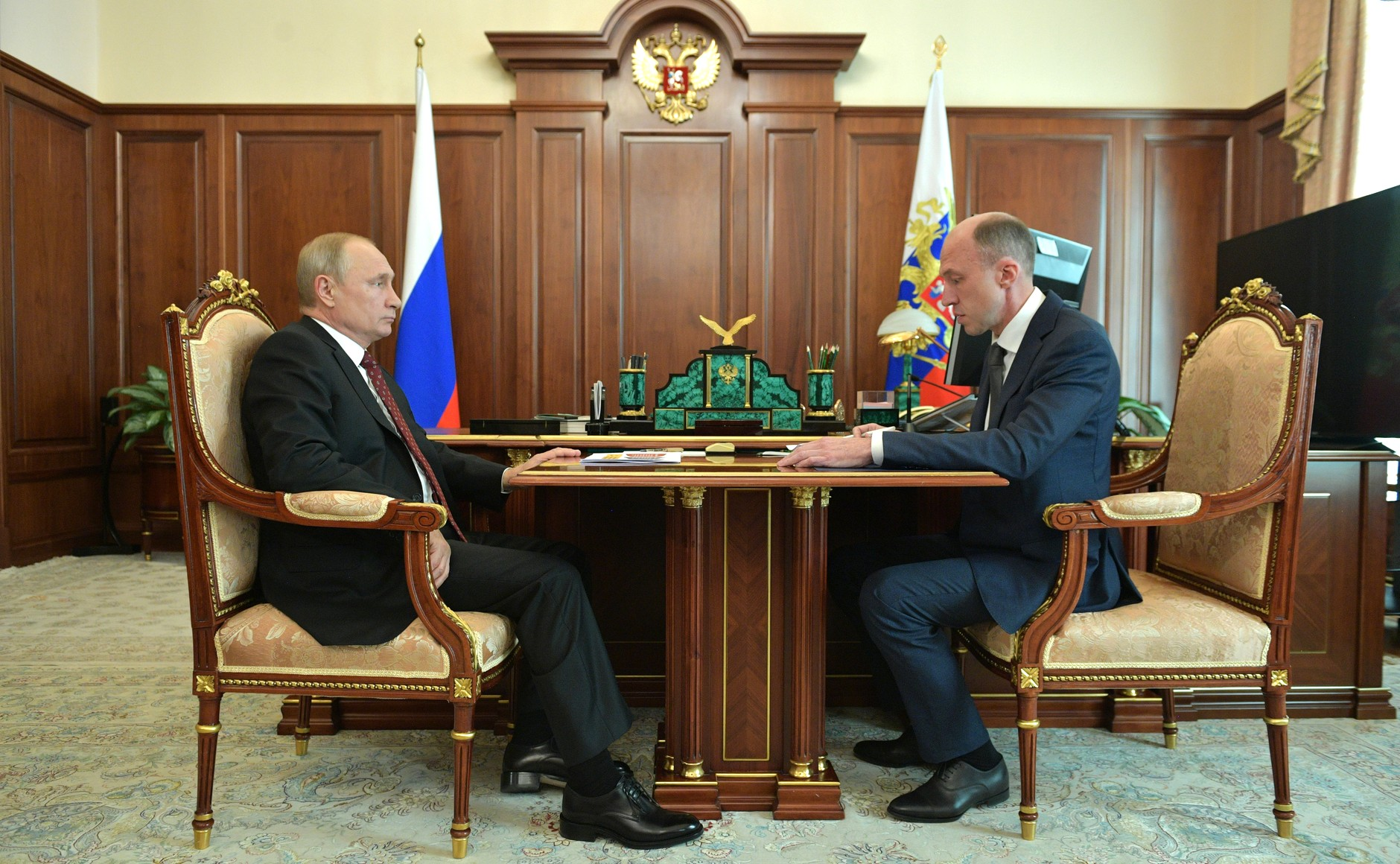
Встреча с Президентом России
Владимиром Путиным, 16 июля 2019 года

20 марта 2019 года назначен временно исполняющим обязанности Главы Республики Алтай, Председателя Правительства Республики Алтай до выборов в единый день голосования 8 сентября 2019 года.
Социологический фонд «Петербургская политика» в числе первых шагов Хорохордина называет встречи с Александром Новаком по энергетическим тарифам и с главой Ростуризма Зариной Догузовой по туристическому кластеру, договорённость с главой РЖД Олегом Белозёровым о возобновлении переговоров по доведению ветки железной дороги из Бийска до Республики Алтай, встречу с руководством Сбербанка на тему развития горнолыжного курорта «Манжерок», а также с министром сельского хозяйства Дмитрием Патрушевым по вопросу развития агропромышленного комплекса региона.
В Единый День голосования, 8 сентября 2019 года, с результатом 58,82 % в первом туре выборов Главы Республики Алтай он одержал победу. Вступил в должность 1 октября 2019. Срок полномочий завершался в сентябре 2024 года.
4 июня 2024 года добровольно ушёл в отставку.

### Дальнейшая деятельность
После ухода с должности губернатора Алтая стал заместителем начальника управления президента России по развитию информационно-коммуникационных технологий и инфраструктуры связи.

## Классный чин
- Действительный государственный советник Российской Федерации 2 класса (2014)[5][13]

## Семья
Имеет двоих детей.  На 2019 год сын Данил Хорохордин (род. 1990) окончил экономический факультет МГУ, инвестиционный менеджер, дочь Ярослава (род. 1998) заканчивала бакалавриат МГИМО по специальности «международные экономические отношения».

## Увлечения
Олег Хорохордин в юности занимался фехтованием и учился в школе олимпийского резерва. Увлекается горными лыжами, мотокроссом, вейкбордингом. Занимается восточными единоборствами, обладатель третьего дана по боевому искусству иайдо.

## Санкции
24 февраля 2023 года Госдепом США Хорохордин включён в санкционный список лиц причастных к «осуществлению российских операций и агрессии в отношении Украины, а также к незаконному управлению оккупированными украинскими территориями в интересах РФ», в частности за «призыв граждан на войну в Украине».
1 апреля 2023 года внесён в санкционный список Украины как «глава государственного органа, осуществлявший поддержку/поощрение/публичное одобрение политики РФ, направленной на проведение военных действия и геноцид гражданского населения в Украине».
18 декабря 2023 года попал под санкции ЕС за его активное участие в войне России против Украины как главы одного из регионов через осуществлении мобилизации, снабжение фронта и декларируемую поддержку действиям президента Путина и российской армии.

## Награды
- Благодарность Правительства Российской Федерации (2016)[2].